# Absolute Power
Absolute Power je naslov epizode znanstveno-fantastične serije Zvezdna vrata, v kateri mora ekipa SG-1 na planetu Abydos raziskati nenavaden fenomen: vrtinčast peščeni vihar, za katerega se zdi, da izgovarja Danielovo ime. Izkaže se, da vihar povzroča mladenič Shifu, ki je Harsez, otrok dveh Goa'uldov. Pripeljejo ga v štab, kjer testi pokažejo, da je Shifu v telesnem smislu povsem normalen, več kot očitno pa je, da je deček za svoja leta zelo bister in zrel. Ker ima genetski spomin Goa'uldov, lahko predstavlja močno orožje v boju proti sistemskim lordom. Shifu povzroči Danielu sanje, s pomočjo katerih ugotovi, da taka moč in znanje ne bi bila nujno uporabljena za dobre namene.